# 10 v.Chr.
10 v.Chr. is een jaartal volgens de christelijke jaartelling.

## Gebeurtenissen

### Europa
- Keizer Augustus vestigt in Gallië een Romeinse kolonie: Augustoritum (Limoges). De stad wordt een belangrijk knooppunt voor handelswegen.
- Drusus sticht Castellum Bonna (Bonn) en bouwt een brug over de Rijn. Het legerkamp vormt een uitvalsbasis tegen de Chatten en Cherusken.
- Nero Claudius Drusus sticht in Rijnland-Palts langs de Limes, het Romeinse grensfort Noviomagnus Nemetum (huidige Speyer).

### Nederlanden
- Nero Claudius Drusus strijdt tegen de Chauken aan de Noordzeekust.

### Palestina
- De Joodse tempel in Jeruzalem wordt na een ambitieuze restauratie ingewijd door Herodes de Grote.

### China
- Oost-Turkestan (huidig Sinkiang) werpt het juk van de Han-dynastie van zich af en verdrijft de Chinezen uit het Tarimbekken.

## Geboren
- Alexander de Alabarch, leider van de Joodse gemeenschap in Alexandrië
- 1 augustus - Tiberius Claudius Drusus Nero Germanicus, keizer van het Romeinse Keizerrijk (overleden 54)
- Herodes Agrippa I, koning van Judea (overleden 44)

## Overleden
- Titus Statilius Taurus (50), Romeins consul en veldheer